# 波吉斯瓦夫十世
波吉斯瓦夫十世（波蘭語：Bogusław X，1454年6月3日—1523年10月5日），波美拉尼亞公爵，1474年至1523年在位。

## 家庭
1491年，波吉斯瓦夫與波蘭國王卡齊米日四世的女兒安娜·雅蓋隆卡結婚，兩人共有2子2女：
1. 安娜（英语：Anna of Pomerania, Duchess of Lubin）（1492年—1550年）
2. 傑日（1493年—1531年）
3. 索菲亞（1498年—1568年）
4. 巴爾寧（英语：Barnim XI, Duke of Pomerania）（1501年—1573年）